# Léndas
Léndas, en grec moderne : Λέντας, est un village du dème de Gortyne, dans le district régional de Héraklion, de la Crète, en Grèce. Selon le recensement de 2001, la population de Léndas compte 119 habitants.
Le village est situé à une altitude de 20 mètres et à une distance d'environ 70 km de Héraklion.